# Dynamos FC (Bahamy)
Dynamos FC – bahamski klub piłkarski, mający siedzibę w stolicy kraju Nassau.

## Historia
Chronologia nazw:
- 1957: Dynamos FC

Klub Piłkarski Dynamos FC został założony w mieście Nassau w 1957 roku. Najpierw występował w turniejach lokalnych. W sezonie 1991/92 startował w rozgrywkach BFA Senior League.

## Sukcesy

### Trofea krajowe
| \| \| Zdobyte trofea w rozgrywkach Bahamów (stan na: 31-12-2017) \| |                                                            |      |          |
| Rozgrywki                                                           | Osiągnięcie                                                | Razy | Sezon(y) |
| Mistrzostwo                                                         | I miejsce                                                  | 0    |          |
| Mistrzostwo                                                         | II miejsce                                                 | 0    |          |
| Mistrzostwo                                                         | III miejsce                                                | 1    | 2016/17  |
| Puchar                                                              | zdobywca                                                   | 0    |          |
| Puchar                                                              | finalista                                                  | 0    |          |
| Bahamy                                                              | Zdobyte trofea w rozgrywkach Bahamów (stan na: 31-12-2017) |      |          |

## Stadion
Klub rozgrywa swoje mecze domowe na stadionie Roscow A. L. Davies Soccer Field w Nassau, który może pomieścić 1,700 widzów.